# День Такэсимы
День Такэсимы (яп. 竹島の日 Такэсима-но хи) — праздник в японской префектуре Симане. Отмечается 22 февраля. Посвящён суверенитету Японии над островами Такэсима (спорная территория между Японией и Южной Кореей, международное название — острова Лианкур, корейское название — Токто). Празднуется с 2005 года. Введение праздника привело к протестам со стороны Южной Кореи, считающей острова своей территорией.